# Kamaldulenserkloster Landsee

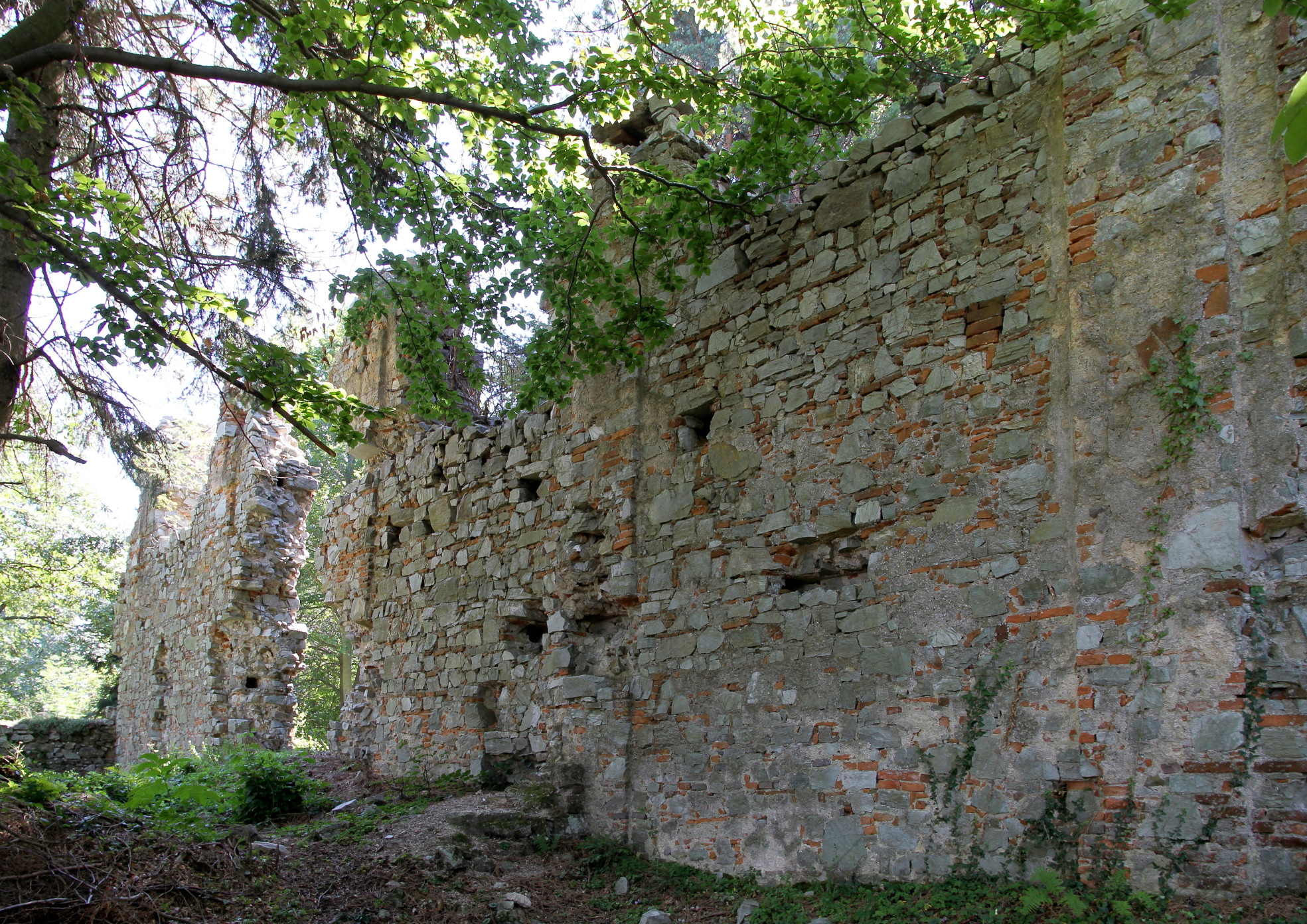
Ruine des Kamaldulenserklosters in Landsee

Das Kamaldulenserkloster Landsee steht auf dem Klosterberg über der Ortschaft Landsee in der Gemeinde Markt Sankt Martin im Bezirk Oberpullendorf im Burgenland. Das Kloster wurde 1782 aufgelöst und ist seither dem Verfall preisgegeben. Das verbliebene Mauerwerk steht unter Denkmalschutz (Listeneintrag).

## Geschichte
Das heute bis auf wenige Mauerzüge verschwundene Kloster der Kamaldulenser-Eremiten wurde 1701 auf dem bewaldeten Berghang des Klosterberges über der Ortschaft Landsee errichtet. Am gegenüberliegenden Berghang liegt die Burgruine Landsee. Das Kloster wurde mit einem Vermögen von 15.000 fl. von Eva Tököly errichtet. Sie war die Ehegattin des Feldmarschalls Paul I. Esterházy de Galantha.
Das Kloster wurde 1782 im Rahmen der josephinistischen Klosteraufhebungen aufgelöst und die Stiftung in ein Kapitel umgewandelt, das 1804 auf die neu gegründete Pfarre Landsee übertragen wurde. Die Einrichtungsgegenstände, die teilweise von den Klosterbrüdern selbst hergestellt wurden, wurden auf verschiedene Pfarren in der Umgebung, teilweise auch ins heutige Ungarn übertragen, so etwa der Hauptaltar und die acht Seitenaltäre. Die Klosteranlage selbst wurde dem Verfall überlassen.

## Baubeschreibung
Die Anlage bestand ursprünglich aus der Klosterkirche – die dem heiligen Michael geweiht war – über einem rechteckigen Grundriss, einem Glockenturm, der der Nordmauer der Kirche vorgestellt war, sowie acht freistehenden Eremitenklausen, die auf beiden Seiten der Kirchenfront angelegt waren. Die eigentlichen Räume des Klosters lagen nördlich der Kirche. Außerdem gab es einen Meierhof.